# Dai-ichi Life

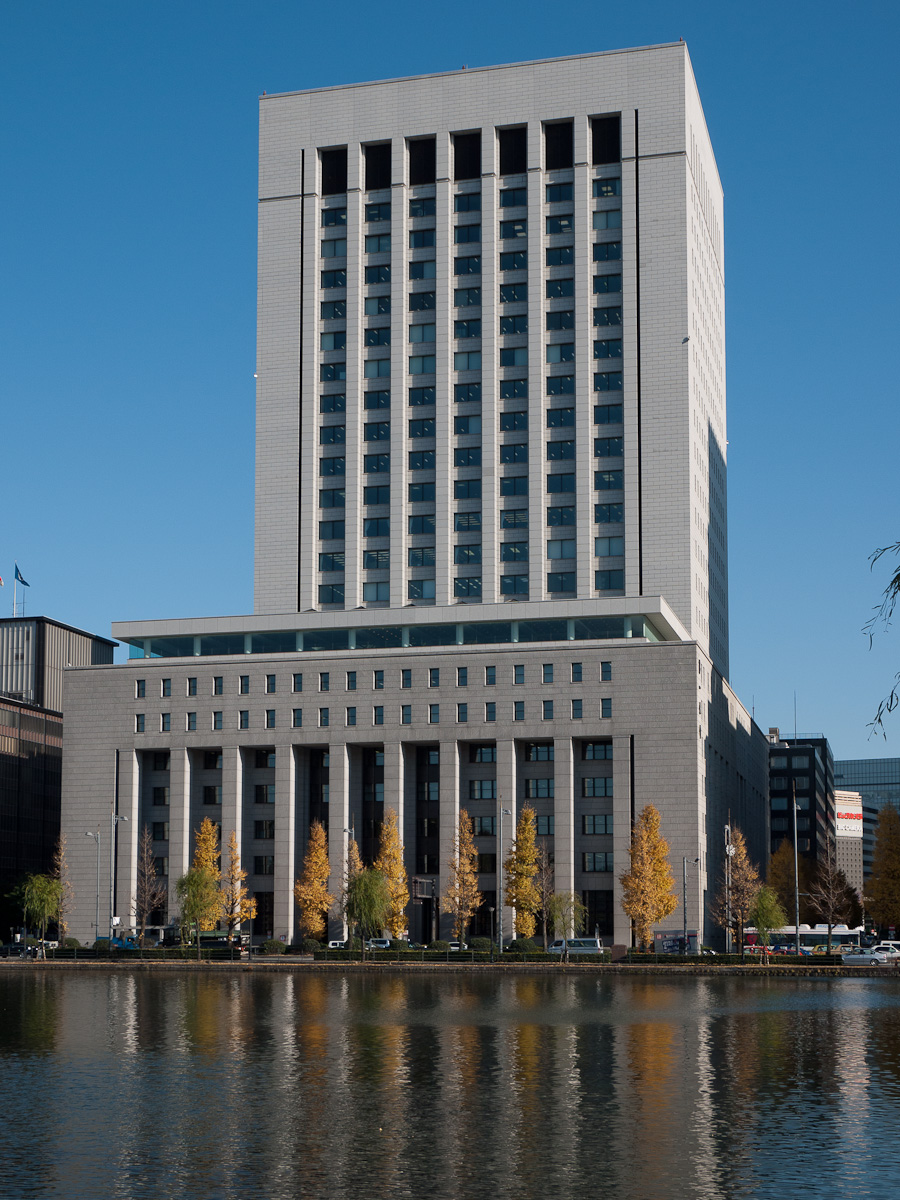
DN-Tower, sede em Tóquio

Dai-ichi Life é uma companhia de seguros japonesa, sediada em Chiyoda, Tóquio.

## História
A Dai-ichi Life foi estabelecida em 1902k.